# 1935
1935. је била проста година.

## Догађаји

### Јануар
- 13. јануар — На плебисциту у области Сар, којом је на основу мандата Лиге народа управљала Француска, убедљивом већином изгласано је припајање Немачкој.

### Фебруар
- 13. фебруар — Порота у Флемингтону, Њу Џерзи је прогласила Бруна Хауптмана кривим за отмицу и убиство сина Чарлса Линдберга.
- 26. фебруар — Адолф Хитлер је наредио поновно оснивање Луфтвафеа, чиме је прекршио одредбе Версајског мира.
- 26. фебруар — Шкотски физичар Роберт Вотсон Ват демонстрирао први комплетан и практично употребљив радар.

### Мај
- 5. мај — Избори за народне посланике Краљевине Југославије.

### Октобар
- 19. октобар — Лига народа увела је санкције против Италије због инвазије на Етиопију.
- 20. октобар — Кинеске револуционарне снаге Мао Цедунга стигле у покрајину Шенси на северозападу Кине и тиме окончале Дуги марш од око 10.000 km.

### Децембар
- 14. децембар — Први председник Чехословачке Томаш Масарик је поднео оставку, а на положај шефа државе четири дана касније изабран дотадашњи шеф дипломатије Едвард Бенеш.

### Датум непознат
- Википедија:Непознат датум — Београд, пуштен у саобраћај први мост преко Дунава - Панчевачки мост.
- Википедија:Непознат датум — На Београдском Универзитету оформљен Машинско-електротехнички одсек.

## Рођења

### Јануар
- 4. јануар — Флојд Патерсон, амерички боксер (прем. 2006)
- 6. јануар — Љиљана Јанковић, српска глумица (прем. 2022)
- 8. јануар — Елвис Пресли, амерички музичар и глумац (прем. 1977)

### Фебруар
- 10. фебруар — Мирослав Блажевић, хрватски фудбалер и фудбалски тренер (прем. 2023)
- 17. фебруар — Аленка Ранчић, српска глумица и сценаристкиња (прем. 2005)
- 22. фебруар — Данило Киш, српски књижевник, есејиста и преводилац (прем. 1989)

### Март
- 4. март — Едвард Дембицки, пољски песник, музичар и композитор ромског етницитета
- 15. март — Џад Херш, амерички глумац
- 17. март — Владица Поповић, српски фудбалер и фудбалски тренер (прем. 2020)
- 21. март  — Брајан Клаф,  енглески фудбалер и фудбалски тренер (прем. 2004)
- 22. март — М. Емет Волш, амерички глумац и комичар (прем. 2024)
- 22. март — Леа Периколи, италијанска тенисерка, ТВ водитељка и новинарка (прем. 2024)
- 24. март — Мери Бери, енглеска куварица, ауторка кулинарских књига и ТВ водитељка
- 25. март — Каменко Катић, српски новинар и ТВ водитељ (прем. 2018)
- 27. март — Џулијан Главер, енглески глумац

### Април
- 10. април — Маја Чучковић Драшкић, југословенска глумица (прем. 1997)
- 21. април — Чарлс Гродин, амерички глумац, комичар, писац и ТВ водитељ (прем. 2021)
- 26. април — Лола Новаковић, српска певачица (прем. 2016)
- 27. април — Теодорос Ангелопулос, грчки редитељ, сценариста и продуцент (прем. 2012)

### Мај
- 2. мај — Луис Суарез, шпански фудбалер и фудбалски тренер (прем. 2023)
- 8. мај — Џек Чарлтон, енглески фудбалер и фудбалски тренер (прем. 2020)

### Јун
- 21. јун — Франсоаз Саган, француска књижевница, драматуршкиња и сценаристкиња (прем. 2004)
- 25. јун — Предраг Голубовић, српски редитељ и сценариста (прем. 1994)

### Јул
- 1. јул — Оливер Млакар, хрватски ТВ водитељ
- 1. јул — Дејвид Прауз, енглески глумац, бодибилдер и дизач тегова (прем. 2020)
- 6. јул — Тензин Гјатсо, 14. Далај Лама
- 17. јул — Дајен Керол, америчка глумица, певачица и модел (прем. 2019)
- 17. јул — Доналд Садерланд, канадски глумац (прем. 2024)
- 26. јул — Марко Марковић, српски спортски новинар (прем. 2011)
- 27. јул — Ђорђе Ненадовић, српски глумац и радијски водитељ (прем. 2019)

### Август
- 5. август — Ванда Вентам, енглеска глумица
- 8. август — Бранислав Јовин, српски архитекта и урбаниста (прем. 2018)
- 9. август — Зоран Ранкић, српски глумац, драматург, редитељ, афористичар, сатиричар и песник (прем. 2019)
- 11. август — Владимир Величковић, српски сликар (прем. 2019)
- 12. август — Џон Казале, амерички глумац (прем. 1978)
- 18. август — Ранко Радовић, црногорско-српски архитекта, урбаниста, теоретичар архитектуре, графичар и сликар (прем. 2005)
- 29. август — Вилијам Фридкин, амерички редитељ, продуцент и сценариста (прем. 2023)
- 31. август — Росенда Монтерос, мексичка глумица (прем. 2018)

### Септембар
- 15. септембар — Гојко Зец, српски фудбалер и фудбалски тренер (прем. 1995)
- 28. септембар — Роналд Лејси, енглески глумац (прем. 1991)
- 29. септембар — Џери Ли Луис, амерички музичар (прем. 2022)

### Октобар
- 1. октобар — Џули Ендруз, енглеска глумица, певачица и списатељица
- 2. октобар — Омар Сивори, италијанско-аргентински фудбалер и фудбалски тренер (прем. 2005)
- 12. октобар — Лучано Павароти, италијански оперски певач (прем. 2007)
- 19. октобар — Агне Симонсон, шведски фудбалер (прем. 2020)
- 20. октобар — Џери Орбак, амерички глумац. (прем. 2004)

### Новембар
- 8. новембар —  Ален Делон, француски глумац (прем. 2024)
- 11. новембар — Биби Андерсон, шведска глумица (прем. 2019)
- 13. новембар — Том Еткинс, амерички глумац

### Децембар
- 1. децембар — Вуди Ален, амерички редитељ, сценариста, глумац и комичар
- 1. децембар — Ивица Шерфези, хрватски музичар (прем. 2004)
- 2. децембар — Љубомир Симовић, српски песник, писац, драматург, есејиста и преводилац (прем. 2025)
- 10. децембар — Јаромил Јиреш, чешки редитељ и сценариста (прем. 2001)
- 14. децембар — Ли Ремик, америчка глумица (прем. 1991)
- 22. децембар — Алфи Кабиљо, хрватски композитор и музичар (прем. 2025)
- 22. децембар — Семка Соколовић Берток, хрватска глумица и шахисткиња (прем. 2008)

## Смрти

### Јануар
- 10. јануар — Едвин Теди Флек, аустралијски тенисер и атлетичар

### Фебруар
- 3. фебруар — Хуго Јункерс, немачки конструктор авиона

### Март
- 12. март — Михајло Пупин, српски научник и проналазач. (*1854)

### Април
- 14. април — Еми Нетер, немачка математичарка

### Мај
- 12. мај — Јозеф Пилсудски, пољски маршал и политичар
- 15. мај — Казимир Маљевич, руски сликар.
- 15. мај — Шарл Пелисје, француски бициклиста. (*1889).
- 21. мај — Џејн Адамс, америчка пацифисткиња, добитница Нобелове награде за мир 1931. (*1860)

### Јул
- 3. јул — Андре Ситроен, француски аутомобилски пионир
- 7. јул — Сима Лозанић, српски хемичар
- 12. јул — Алфред Драјфус, француски официр. (* 1859)
- 14. јул — Франсиско Кепеда, шпански бициклиста. (* 1906)
- 19. јул — Лујо Адамовић, српски професор и ботаничар. (* 1864)

### Септембар
- 19. септембар — Константин Циолковски, руски ракетни научник

### Октобар
- 23. октобар — Дач Шулц, амерички криминалац

### Новембар
- 20. новембар — Џон Џелико, британски адмирал

## Нобелове награде
- Физика — Џејмс Чедвик
- Хемија — Фредерик Жолио и Ирена Жолио-Кири
- Медицина — Ханс Шпеман
- Књижевност — Награда није додељена
- Мир — Карл фон Осјецки (Немачка)
- Економија — Награда у овој области почела је да се додељује 1969. године